# Eekhoutabdij

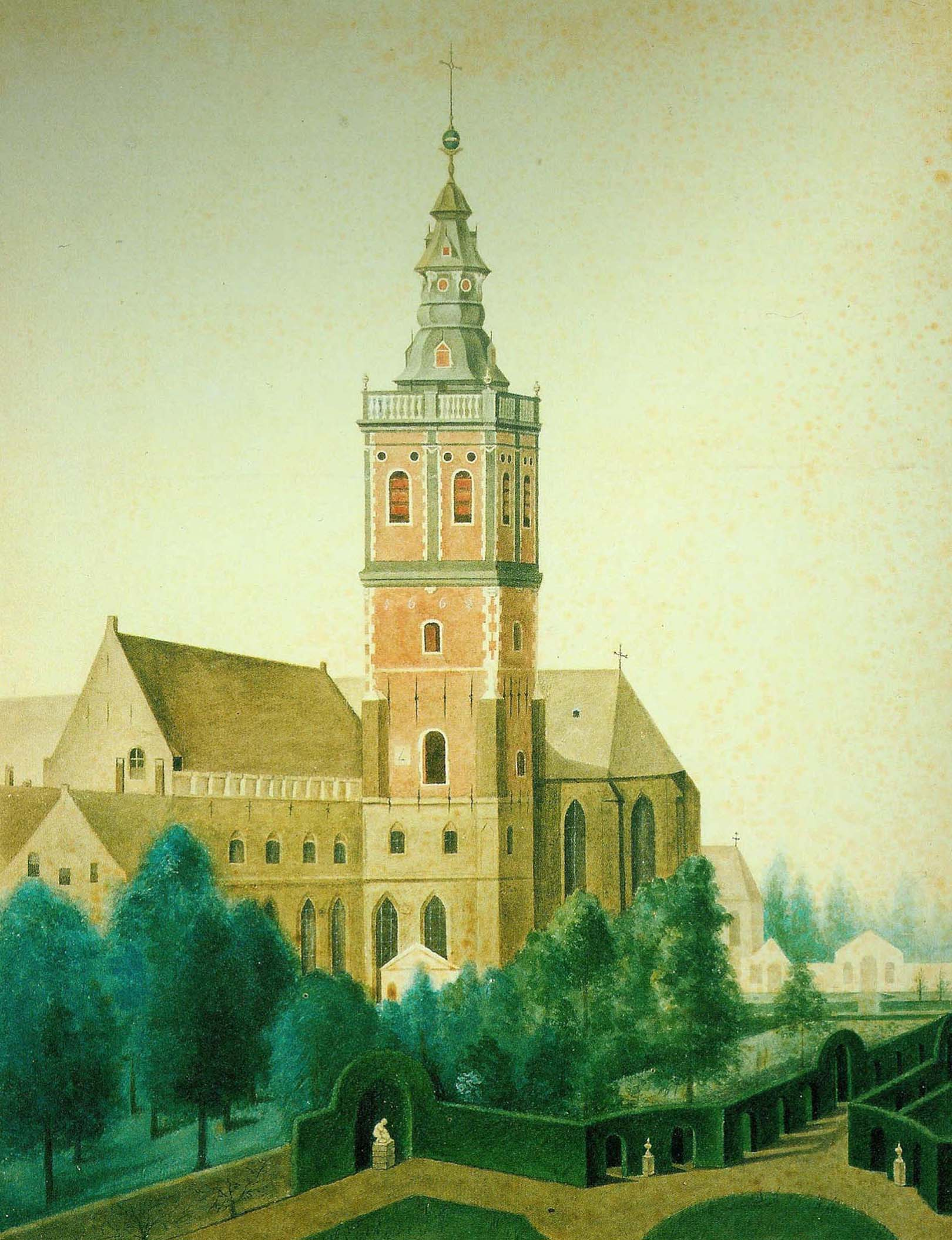
De Eekhoutabdij kort voor de afbraak

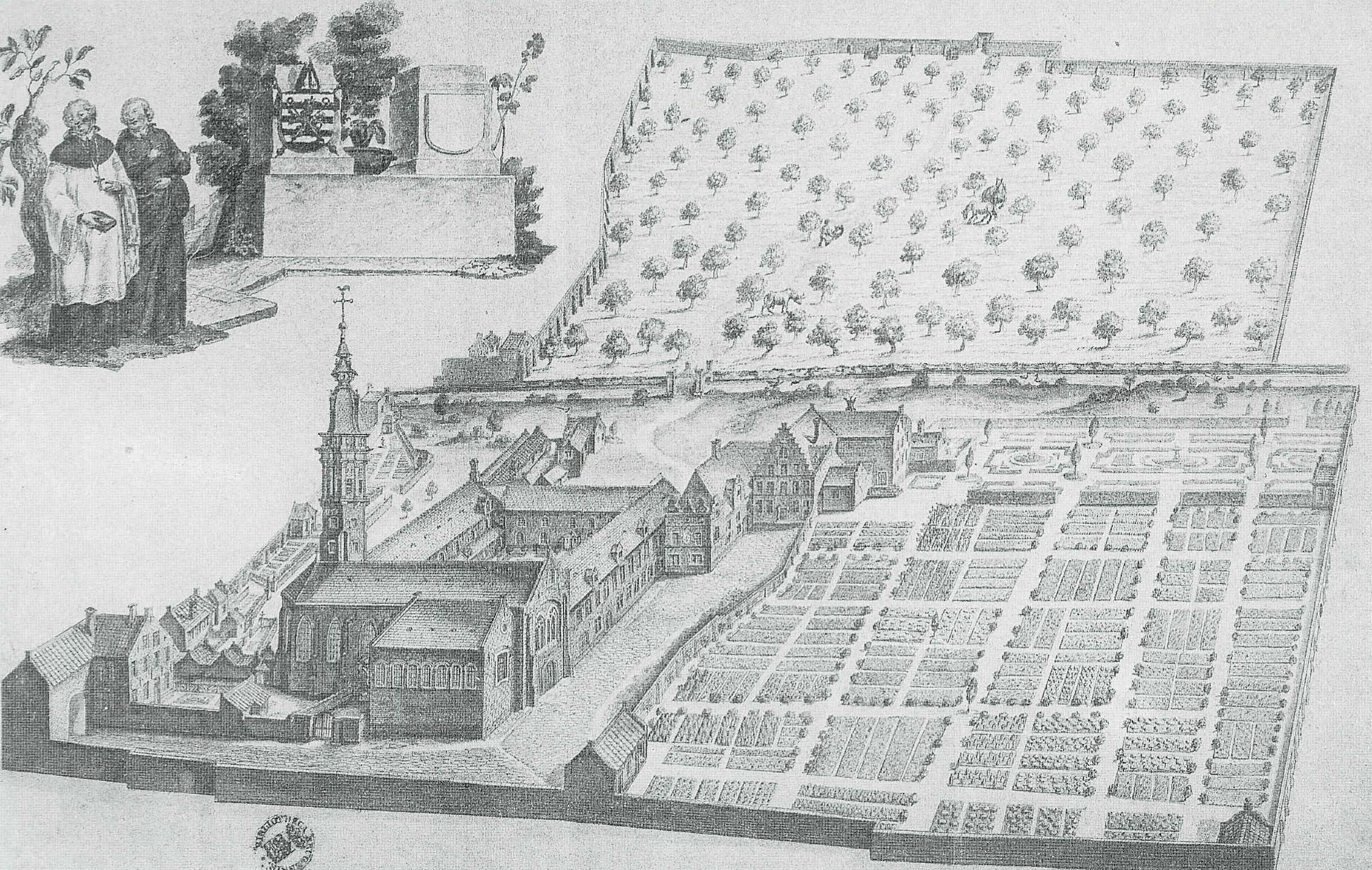
Algemeen zicht, eind 18de eeuw. Links de poort in de Eekhoutstraat

De Eekhoutabdij, ook Sint-Bartholomeusabdij, was een middeleeuwse religieuze instelling in Brugge. 

## Geschiedenis
De oorsprong van deze abdij werd toegeschreven aan de vestiging van de kluizenaar Everelmus omstreeks 1050. Door gebrek aan doorslaggevend bewijs werd dit echter in twijfel getrokken. Op de plek waar de Bartholomeuskapel stond, midden op een bebost eiland langs de Reie, vestigden zich enkele vrome mannen.
In 1130 is het eerste schriftelijke bewijs voor deze vestiging terug te vinden. In dat jaar werd een heropgebouwde kapel ingewijd, ten dienste van de enkele broeders en zusters die er onder leiding van een prior woonden. Ze werd toegewijd aan Onze-Lieve-Vrouw, aan Sint-Bartholomeus en aan Sint-Willibrord. In 1146 sloten de monniken zich aan bij de orde van Arrouaise, waardoor ze als reguliere kanunniken de regel van sint Augustinus volgden. Ze werden tot abdij gepromoveerd en er werd hen een abt gestuurd. Kort daarop, in 1149, nam de abdij grond in Assebroek in cijns, om er een afzonderlijke plaats voor de vrouwen van dezelfde kloosterorde in onder te brengen, onder het toezicht van de abt. Het duurde nog tot in 1248 alvorens de Sint-Trudoabdij, met een eigen abdis, administratief volledig gescheiden zou worden.
In de veertiende en vijftiende eeuw werden de gebouwen van de abdij geconsolideerd en uitgebreid. Een ruime kerk werd gebouwd, evenals een nachtkwartier, een refter en een kapittelzaal. De abdij kon rekenen op milde vrienden, onder wie de bankier Dino di Rapondi, ridder Jan van Axpoele († 1298) en leden van de familie Van Gistel. Ook de bisschop van Doornik (1192-1203), Stephanus van Orleans, behoorde tot de weldoeners van de abdij. Voorname burgers en edellieden kozen de abdijkerk om er een familiemausoleum in op te richten. Onder hen de uit Sint-Winoksbergen afkomstige familie de Stappens. Belangrijke verenigingen verkozen de abdijkerk als hun devotiekerk. Onder hen bevond zich het ridderlijk gezelschap van de Witte Beer en de gilden van de librariërs en die van de schoolmeesters en onderwijzeressen.
In 1518 trad de abdij toe tot de Congregatie van Windesheim. Nadat in Brugge een zelfstandig bisdom werd opgericht (1559), hing de Eekhoutabdij van de bisschop af. Tijdens de zestiende eeuw bleken de gebouwen veel te ruim bemeten. Rond 1550 waren er minder dan tien monniken en was er weinig of geen vooruitzicht op novicen. Tijdens de calvinistische republiek (1578-1584) werden de monniken gedwongen te vertrekken en de gebouwen leden onder plunderingen. Toen ze waren teruggekeerd en de nodige herstellingen hadden uitgevoerd, dook er een andere vorm van bedreiging op. De jonge jezuïetenorde wilde zich ook in Brugge vestigen en liet zijn oog vallen op de ruime en weinig bevolkte Eekhoutabdij. De abt verzette zich met succes tegen deze overname.
De zeventiende eeuw, met de contrareformatie, bracht een hoopvolle heropleving tot stand. In een sfeer van optimisme kon aan de abdijkerk een sierlijke toren worden toegevoegd en werd het houten dormitorium vervangen door een stenen gebouw.
De abdij kende tijdens de achttiende eeuw opnieuw een eerder sluimerend bestaan. Onder de Franse Revolutie werd ze in 1796 opgeheven en het jaar daarop als nationaal goed openbaar verkocht aan een Franse opkoper genaamd Rousseau.

## De kerk
De Sint-Bartholomeuskerk bestond uit twee beuken. In de eerste beuk was het koor met een marmeren hoogaltaar. Het dubbele gestoelte dat er opgesteld stond en dat dateerde uit 1770, werd in 1802, na de vernieling van de kerk, overgebracht naar de pas heropende en ook nogal gehavende Onze-Lieve-Vrouwekerk.
De sierlijke kerktoren verdween mee met de rest van de abdij.
Naast het koorgestoelte zijn maar weinig bekende overblijfsels van het meubilair van de kerk en de abdij. Zijn te vermelden:
- Het 'miraculeuze' kruisbeeld uit de zestiende eeuw, dat werd aangekocht door baron Jacques-Ange Lauwereyns de Diepenheede en dat in 1801 door hem aan de Sint-Salvatorskerk werd geschonken en er zich nog steeds bevindt.
- Het schilderij Nood Gods door Pieter Claissens, gedateerd 1609, dat eveneens in de Brugse kathedraal wordt bewaard.
- Het orgel, gedateerd 1624, werd overgebracht naar de parochiekerk van Uitkerke.

## Latere bestemming
Vanaf 1798 ging Rousseau over tot de volledige sloping van de gebouwen. Dit was volbracht ten laatste in 1802. Alleen de bescheiden toegangspoort in de Eekhoutstraat bleef overeind, tot heden. Rousseau ging vervolgens over tot het verkavelen en verkopen van de eigendom. Enkele kavels werden later gekocht door de bankiersfamilie du Jardin, die op de Garenmarkt woonde en zijn tuin wilde uitbreiden.
Na het faillissement van de Bank Du Jardin in 1874 kwam de eigendom in het bezit van de Zusters van Sint-Andreas, die er scholen bouwde: een regentaat, een meisjesschool voor betalende leerlingen, een andere voor arme kinderen, en een jongensschool voor de eerste paar leerjaren. Een gedeelte van de abdijgronden werd stadsbezit, die er in het begin van de twintigste eeuw het Groeningemuseum bouwde. 
In die Eekhoutstraat ontstond op die manier de voormalige Sint-Andreasnormaalschool, die later overging in Hogeschool VIVES. In 1974 ontstond er het Eekhoutcentrum als aparte organisatie met als doel het aanbieden van professionalisering aan opvoeders, leraren en directeurs. Het centrum vestigde zich in de gebouwen van de normaalschool en nam de naam van de straat en dus van de eeuwenoude abdij over. Ondertussen werd Eekhoutcentrum herdoopt tot Eekhout Academy en verhuisde naar de campus van KU Leuven in Kortrijk.  De Eekhout Academy ontwikkelde zich verder tot een nationale en internationale organsiatie voor de professionalisering  voor onderwijs. Ze wil de doelen van de stichters van de abdij blijven realiseren door een kwaliteitsvol aanbod van professionaliseringsactiviteiten aan te bieden, en met een knipoog kijken ze terug naar de 'Abdij van Eekhoute' die een centrum was van kennis en kunde.

## Abten
Enkele namen van abten van de Eekhoutabdij:
- Jan de Bardemakere (laatste kwart dertiende eeuw)
- Nicolaus Brand († 1393)
- Lubert Hautscilt (1394-1417)
- Johannes Vulre (1417-1427)
- Antoon de Mil (1427-1438)
- Antoon II Bootsaert (1438-1449)
- Cornelius Zeghers (1449-1451)
- Filips van der Beerst (1477-1504)
- Nicolaas van Troostenberghe (1623-1654)

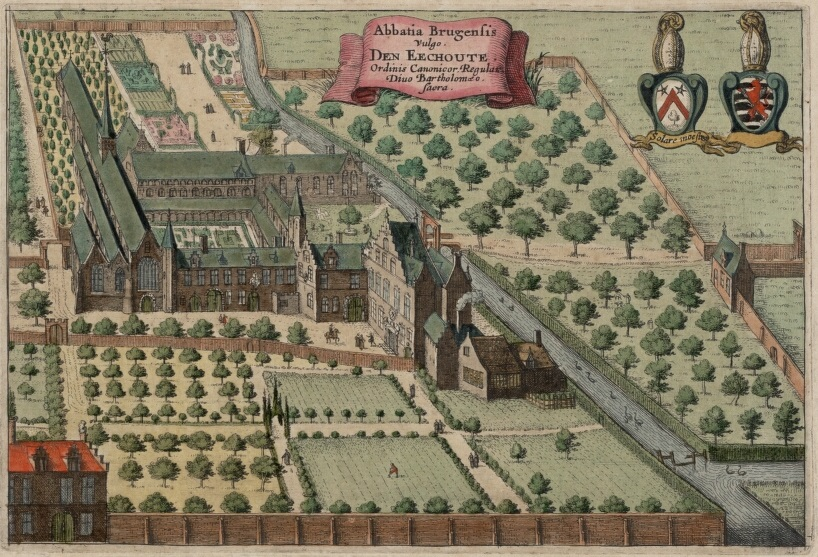
Brugse Eekhoutabdij in de eerste helft van de 17e eeuw (afbeelding uit Flandria illustrata, 1641)

- Jozef Beerblock (1671-1702)
- Wouter van der Straten
- De Witte